# W1 (kolej)

Wzór wskaźnika W 1

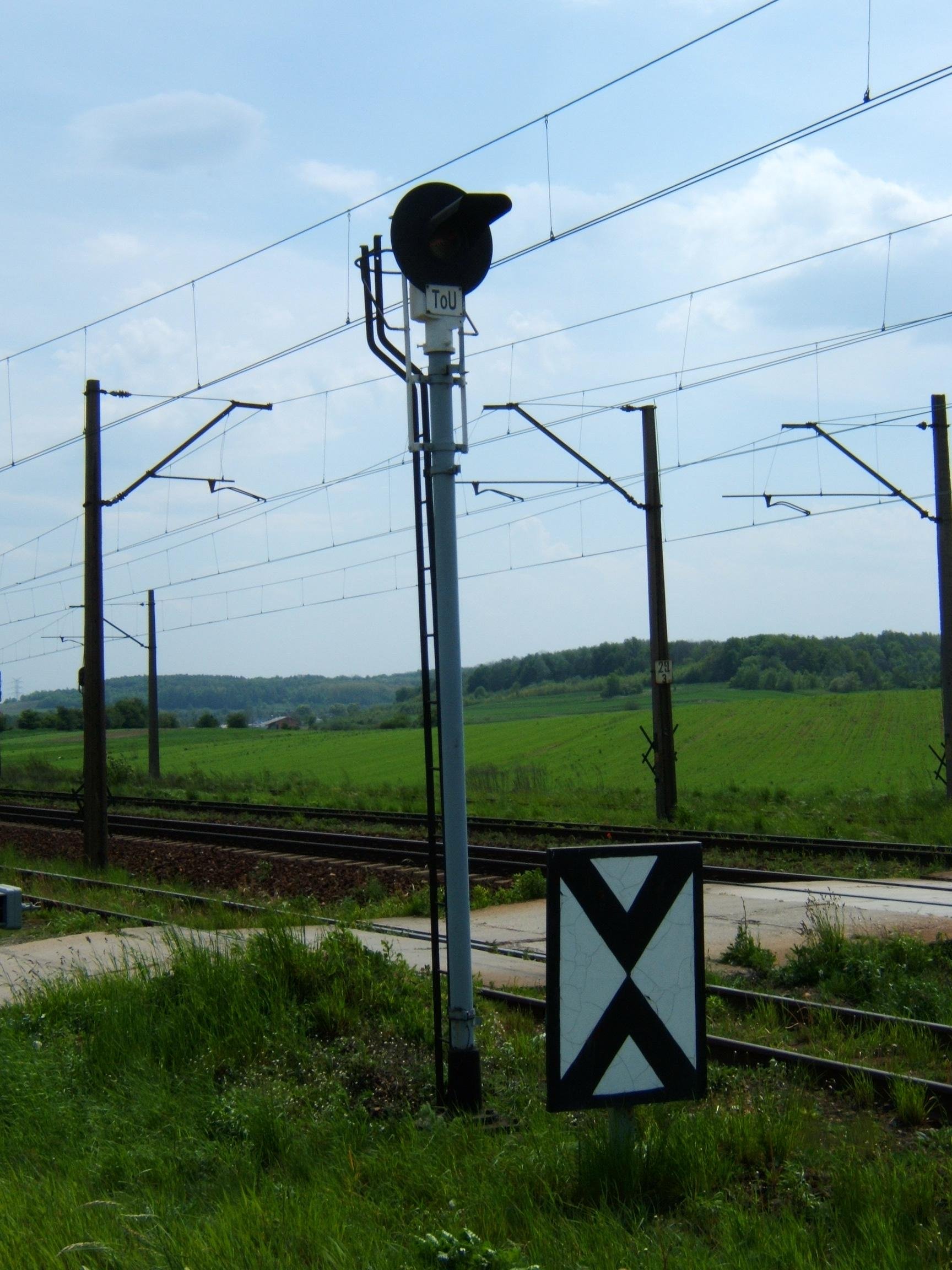
Wskaźnik W 1 ustawiony przed tarczą ostrzegawczą przy przejeździe kolejowo-drogowym w Nakle Śląskim

W 1 „Wskaźnik usytuowania” – wskaźnik kolejowy w Polsce oznaczający miejsce ustawienia tarczy ostrzegawczej (tarczy ostrzegawczej przejazdowej), a na szlaku z czterostawną blokadą samoczynną – przedostatniego semafora samoczynnej blokady liniowej na szlaku przed semaforem wjazdowym.

## Wygląd
Wskaźnik ma postać prostokątnej białej tablicy z czarnym obramowaniem, a na niej dwa czarne kąty, oparte na krótszych bokach prostokąta, jeden nad drugim, stykające się wierzchołkami w środku tablicy.

## Zasady ustawiania
Wskaźnik W 1 stosowany jest w ruchu na liniach kolejowych normalnotorowych i szerokotorowych i ustawia się go bezpośrednio przed tarczą ostrzegawczą lub semaforem lub mocuje go nisko do masztu tarczy lub semafora – dla zwrócenia uwagi na tarczę lub semafor.